# 금치훈장

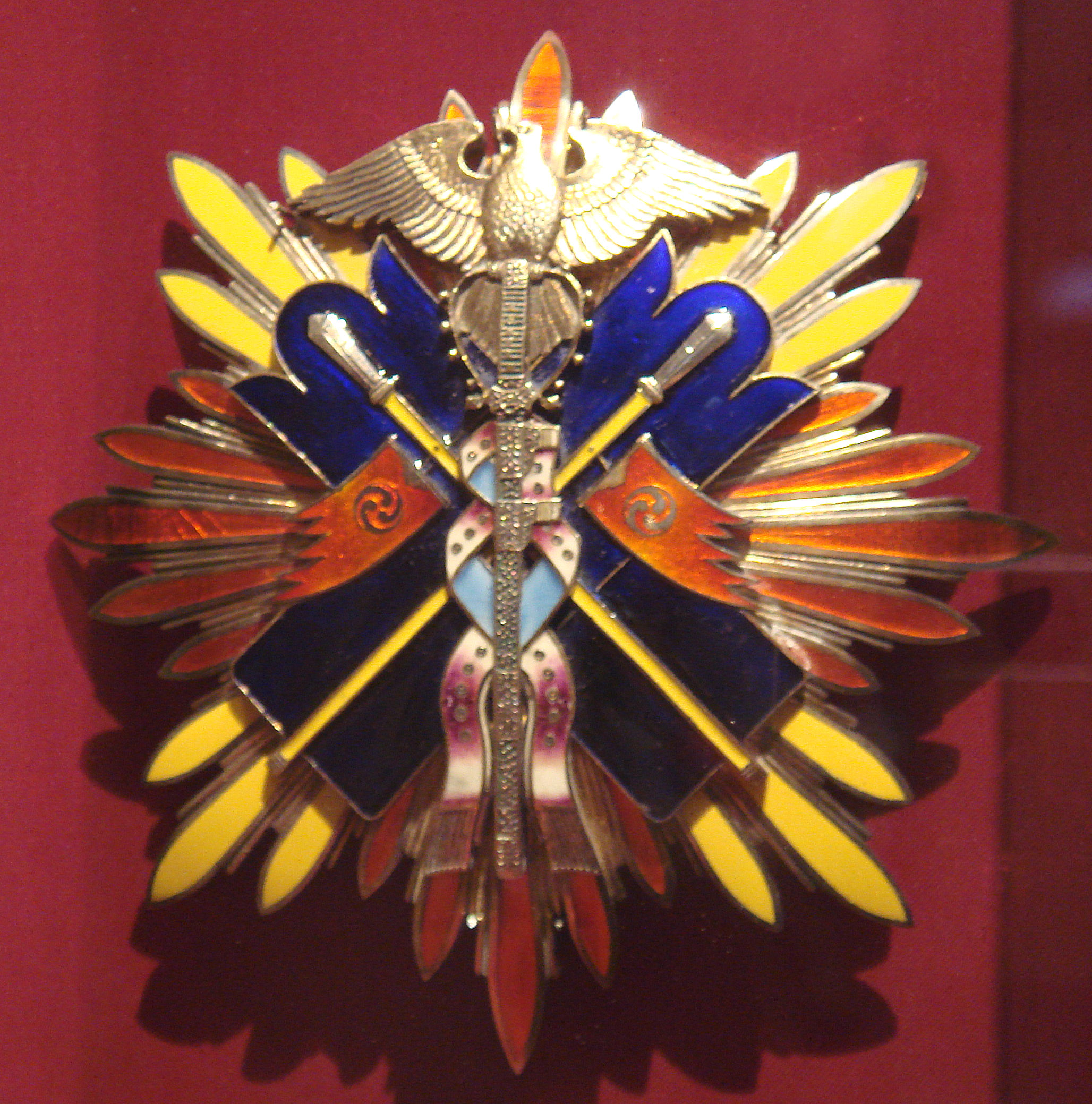
공2급 금치훈장
(공1급 금치훈장 부장)

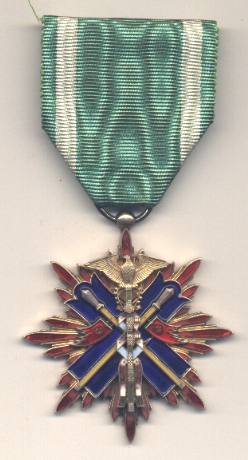
공4급 금치훈장

금치훈장(일본어: 金鵄勲章 킨시쿤쇼[*], 영어: Order of the Golden Kite)은 일본의 훈장 가운데 하나이다. 수여 대상은 일본 제국 육군과 일본 제국 해군의 군인과 군속이다. 금치장(金鵄章)이라고도 불리었다. 이름의 유래는 진무 천황의 동정(東征)에서 진무의 활 시위에 멈춘 황금빛의 솔개가 빛을 발하여 나가스네히코의 군대에게 현기증을 나게 하였다는 일본 신화에 근거한다.

## 역사
금치훈장은 1890년 메이지 23년 2월 11일(기원절) 메이지 천황이 발표한 〈금치훈장창설조칙〉(金鵄勲章創設ノ詔勅)에 의해 만들어졌고, 같은 날  공표된 칙령 11호 〈금치훈장 등급제식과 패용식〉에 따라 제식 등의 여러 사항이 제정되었다. 무공이 뛰어난 자들을 공1급부터 시작하여, 공7급까지 일곱 등급으로 나누어 공급에 따라 훈장을 수여하게 하였다.
청일 전쟁 시작 후 1892년 9월 29일에는 〈금치훈장연금령〉 이 제정되어 “공급에 따라 종신 연금”을 주도록 하였다.
1945년 태평양 전쟁의 패전 후에 금치훈장에 대한 사무를 소관하고 있던 육군성과 해군성이 모두 폐지되었고, 각각 제1복원성, 제2복원성이 사무를 이어갔다. 이듬해 1946년에는 생존자에 대한 서훈이 일시 정지되었다. 1947년 5월 3일에는 일본 헌법이 시행되었다. 연합군 최고사령부(GHQ)의 지시에 의하여 이날 시행된 〈내각 관제 폐지 등에 관한 정령〉 1조에 따라 〈금치훈장 서사조례〉(金鵄勲章叙賜条例) 〈금치훈장 등급제식과 패용식〉 등이 폐지되었기 때문에, 금치 훈장은 폐지되었다.
2003년 일본에서는 법 개정까지 훈장의 등급을 숫자로 나타내고 있었다. 금치훈장의 등급은 공급(功級)으로 불리어서 ‘공n급’으로 표시하였다.
직함 표기를 할 때 표시 순서는 직위 → 계급 → 위계 → 훈등 → 공급 → 작위 →학위 → 이름 순이다. 예를 들자면 ‘추밀원 의장 원수 육군 대장 종일위 대훈위 공일급 공작 야마가타 아리토모’로 표기한다.

## 공급

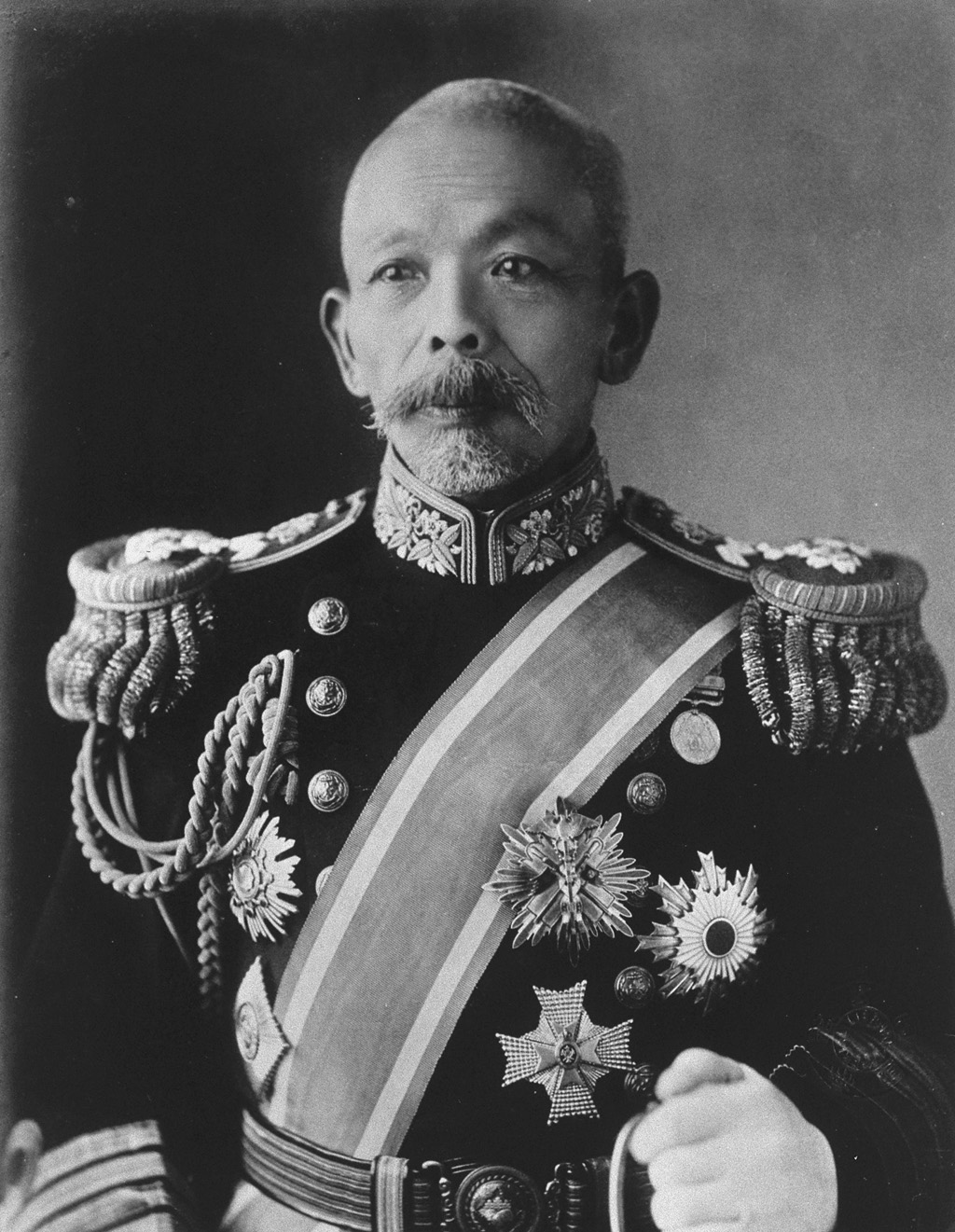
공1급 금치훈장을 패용한 가타오카 시치로(해군 정장)

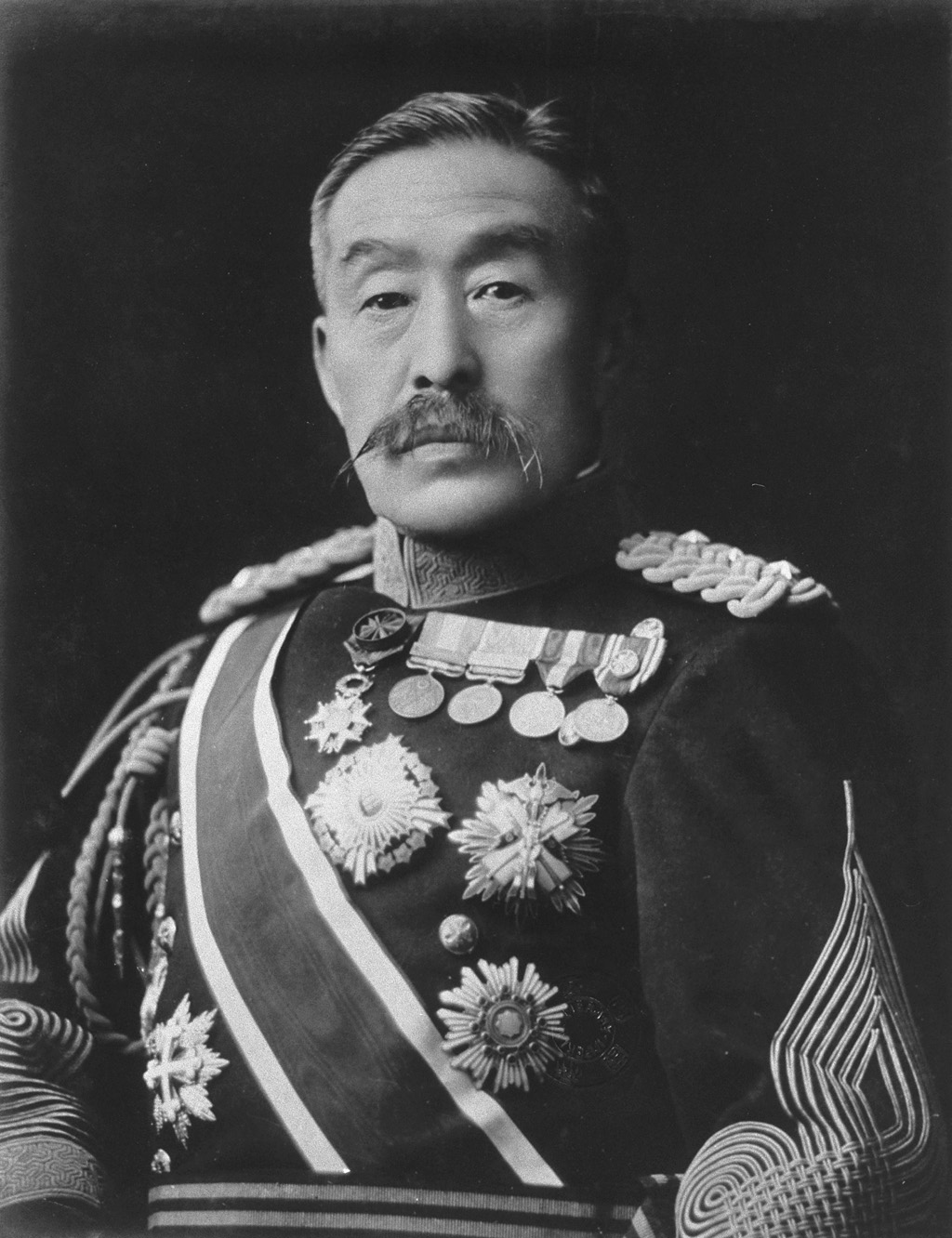
육군 정장으로 오른쪽 가슴에 훈1등 욱일동화대수장에 나란히 공1급 부장을 패용한 가와무라 가게아키

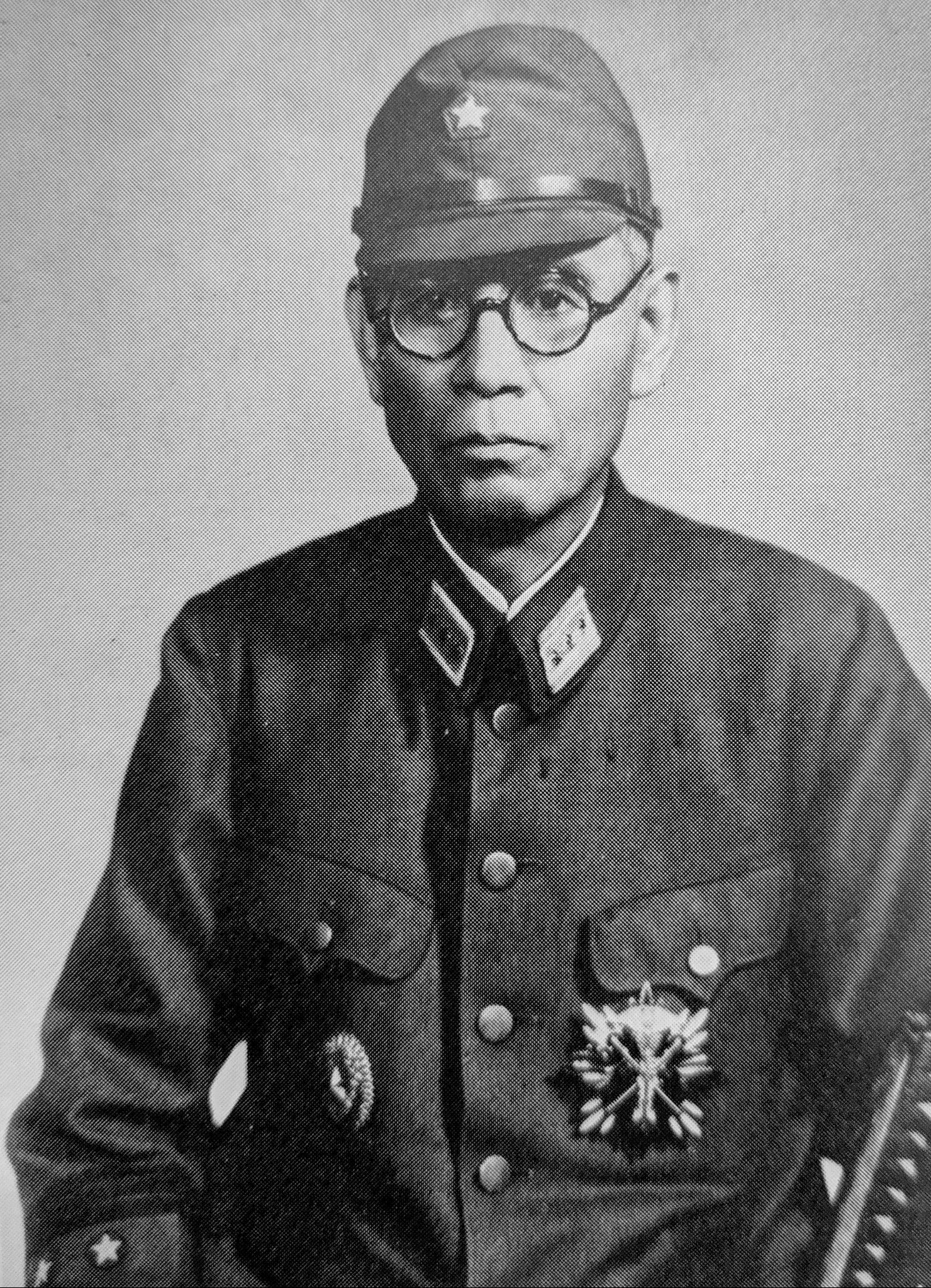
육군 약장으로 공1급 부장을 오른쪽에 패용한 오카무라 야스지

금치훈장에 부수하여 서훈을 받은 군인의 공적을 나타내기 위한 등급이다. 위계, 훈등과 더불어 ‘공○급’과 같은 형식으로 표시를 했다. 각 급은 공식적으로 공급 금치훈장처럼 등급 + 금치훈장 형태로 불린다. 또한 공급에 따라 하사되는 연금도 달라졌다.

### 공1급
- 대상 : 천황 직례부대의 장관(친보직) 사령관에게 특별 전위를 수여한다.
- 패용 : 정장은 대수로 왼쪽 어깨에서, 오른쪽 겨드랑이에 숙이고, 부장은 왼쪽 갈빗대에 패용한다.
- 연금 : 900엔

### 공2급
- 대상 : 공로가 있는 장군, 영관급 최상위 공급이다.
- 패용 : 정장(공1급 금치훈장과 동일)은 오른쪽 늑골에 패용한다.
- 연금 : 650엔

### 공3급
- 대상 : 장관이 첫 서임받는 급수이며, 공로가 있는 영관, 위관의 최상위 공급이다.
- 패용 : 정장 (공2급 금치부장과 동일)은 중수로 목에 패용한다.
- 연금 : 400엔

### 공4급
- 대상 : 영관급에게 처음 서임되는 공급. 위관, 준사관, 하사관의 최상위 공급
- 패용 : 정장은 소수로 왼쪽 갈빗대에 패용한다.
- 연금 : 210엔

### 공5급
- 대상 : 위관급에게 처음 서임되는 공급. 또한 공로가 있는 준사관, 하사관의 공급. 또한 최상의 병사의 공급
- 패용 : 정장은 소수로 왼쪽 갈빗대에 패용한다.
- 연금 : 140엔

### 공6급
- 대상 : 준사관, 하사관에게 처음 서임되는 공급이다. 또한 공로가 있는 병사의 공급이 된다.
- 패용 : 정장은 소수로 왼쪽 갈빗대에 패용한다.
- 연금 : 90엔

### 공7급
- 대상 : 사병들에게 처음 서임되는 공급이다.
- 패용 : 정장은 소수로 왼쪽 갈빗대에 패용한다.
- 연금액 : 65엔

## 디자인
| 공급에 따른 리본 |       |       |       |
| 공7급            | 공6급 | 공5급 | 공4급 |
| 공3급            | 공2급 | 공1급 |       |